# Голям плодояден листонос
Големият плодояден листонос (Artibeus lituratus) е вид бозайник от семейство Американски листоноси прилепи (Phyllostomidae).

## Разпространение
Видът е разпространен от Мексико до Бразилия и Аржентина, както и в Антигуа и Барбуда, Барбадос, Гренада, Мартиника, Сейнт Лусия, Сейнт Винсент и Гренадини и Тринидад и Тобаго.